# برونو بارتو
برونو بارتو (انگلیسی: Bruno Barreto؛ زادهٔ ۱۶ مارس ۱۹۵۵) یک کارگردان اهل برزیل است. 
وی کارگردان فیلم‌هایی همچون نمایی از بالا و بوسا نوا بوده است